# جرج کلونی
جرج تیموتی کلونی (انگلیسی: George Timothy Clooney؛ زادهٔ ۶ مهٔ ۱۹۶۱) بازیگر و فیلم‌ساز آمریکایی است. او جوایز مختلفی از جمله دو جایزهٔ اسکار، یک جایزهٔ فیلم بفتا و چهار جایزهٔ گلدن گلوب برنده شده‌است. او در سال ۲۰۱۸ جایزهٔ یک عمر دستاورد هنری انستیتوی فیلم آمریکا را دریافت کرد. مجلهٔ تایم در سال‌های ۲۰۰۷ تا ۲۰۰۹ از او به‌عنوان یکی از ۱۰۰ شخص تأثیرگذار در جهان یاد کرده‌است.
کلونی در سال ۲۰۰۱ برای بازی در یازده یار اوشن به شهرت جهانی رسید. او در سال بعد کارگردانی را با ساخت کمدی اعترافات یک ذهن خطرناک تجربه کرد و از آن زمان تاکنون درام تاریخی شب‌بخیر و موفق باشید (۲۰۰۵)، کمدی ورزشی کلاه‌چرمی‌ها (۲۰۰۸)، درام سیاسی نیمه ماه مارس (۲۰۱۱) و فیلم جنگی مردان آثار ماندگار (۲۰۱۴) را کارگردانی کرده‌است. کلونی برای بازی در تریلر سیریانا (۲۰۰۵) برندهٔ جایزهٔ اسکار بهترین بازیگر نقش مکمل مرد شد. او برای تریلر مایکل کلیتون (۲۰۰۷) و کمدی-درام‌های بالا در آسمان (۲۰۰۹) و زادگان (۲۰۱۱) نامزد دریافت جایزهٔ  اسکار بهترین بازیگر مرد شد. کلونی در سال ۲۰۱۲ برای تهیه‌کنندگی تریلر سیاسی آرگو جایزهٔ  اسکار بهترین فیلم را کسب کرد.

## زندگی
جرج تیموتی کلونی در ۶ مهٔ ۱۹۶۱ در شهر لکزینگتون، کنتاکی ایالات متحده آمریکا و در خانواده‌ای مشهور، در زمینه تجارت و هنر، متولد شد. پدرش نیک کلونی، مجری رادیو و تلویزیون بود. اگرچه وی علاقه زیادی به تحصیل نداشت، دوران دبستان و دبیرستان خود را، در لکزینگتون گذراند و برای تحصیلات دانشگاهی به شمال کنتاکی رفت. کلونی، در سال ۱۹۷۹ وارد دانشگاه شمال کنتاکی شد و شروع به تحصیل در رشته روزنامه‌نگاری نمود. وی در سال ۱۹۸۱ به یک‌باره دانشگاه را رها کرد و سال بعد به‌منظور تکمیل تحصیلات، وارد دانشگاه سینسینتی شد؛ که در آن‌جا نیز در دریافت مدرک ناموفق ماند.
پس از رها کردن دانشگاه، توسط پدرش به کار گویندگی در شبکه تلویزیونی ای‌ام‌سی مشغول شد، که اولین شغل او محسوب می‌شد. در همان سال هم‌چنین پسرخاله‌اش، میکل فریر نیز، به‌منظور تهیه‌کنندگی فیلم کوتاهی، دربارهٔ اسب‌های مسابقه‌ای به شهر لکسینگتون رفته بود، که در این فیلم جرج به ایفای نقش پرداخت. به این ترتیب جرج کلونی، وارد عرصه بازیگری شد و با این نقش، استعداد خود را در این زمینه نشان داد. از سویی دیگر با کار در تلویزیون، توانست راه خود را در رشته بازیگری باز کند و اولین نقش خود را در سریال تلویزیونی اتاق اورژانس، که از برنامه‌های پربیننده تلویزیون آمریکا بود، اجرا کرد و مورد توجه همگان قرار گرفت.
وی در سال ۱۹۸۲ راهیِ لس‌آنجلس شد، اما یک سال بیکار بود. اولین کار رسمی او در لس آنجلس، کار در شرکت تجاری ژاپنی پاناسونیک بود. در سال ۱۹۸۴ جرج کار سینما را با اجرای نقشی در یک فیلم بازی کرد، که نتوانست به مرحله پخش برسد؛ اما توجه تهیه‌کنندگان را به خود جلب کرد. او سپس به بازی در فیلم‌های سینمایی علاقه‌مند شده و احساس موفقیت در این عرصه را کرد.

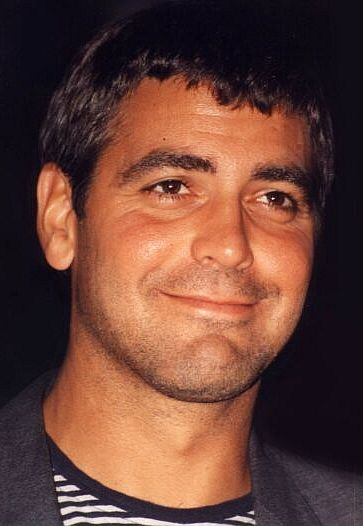
کلونی در سالِ ۱۹۹۵

او در فیلم‌های یک روز خوب با خارج از دید در کنار جنیفر لوپز در سال ۱۹۹۸، از طلوع تا غروب، ای برادر کجایی و طوفان کامل که عموماً فیلم‌هایی اکشن بودند، او را به بالاترین درجات موفقیت و شهرت رساند. در سال ۲۰۰۰ به عنوان یک هنرپیشه فعال، در هالیوود معرفی شد. جرج کلونی در سال ۱۹۹۰ با تالیا بالسام ازدواج کرد، که پس از ۳ سال از او جدا شد. از سال ۱۹۸۴ تا سال ۱۹۹۵ بیشتر فعالیت‌های جرج کلونی در زمینهٔ بازی در مجموعه‌های تلویزیونی بوده‌است.

## زندگی شخصی

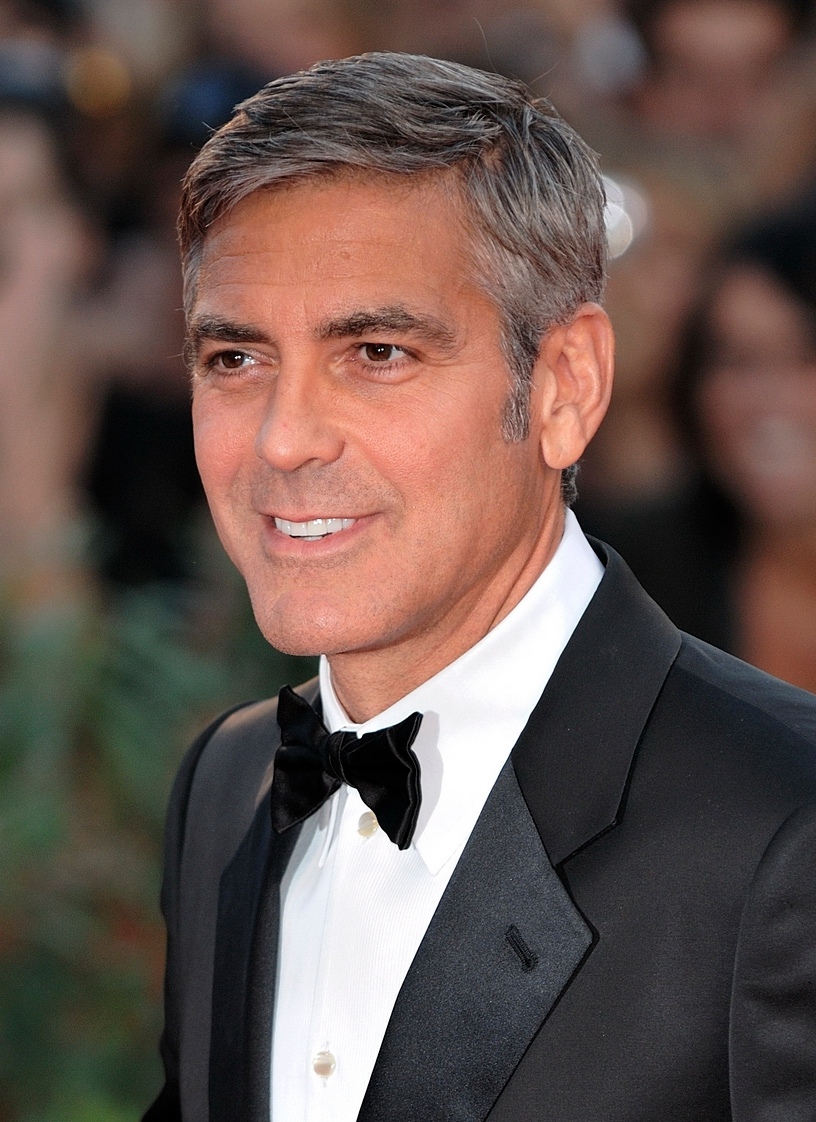
کلونی در جشنواره فیلم ونیز سال ۲۰۰۹

جرج کلونی یک ایرلندی-آمریکایی و متولد لکزینگتون در ایالت کنتکاکی در ایالات متحده است. پدربزرگ وی، نیکلاس کلونی، به همراه خانواده‌اش، از ایرلند به ایالات متحده مهاجرت کرده‌است. مادر وی نینا بروس، مدل و ملکه زیبایی سابق آمریکایی و پدرش نیک کلونی، یک روزنامه‌نگار و مجری تلویزیون و سیاستمدار آمریکایی می‌باشد.
جرج کلونی دو بار ازدواج کرده‌است و همسر نخست او هنرپیشه آمریکایی تالیا بالسام بود. وی از سال ۱۹۸۹ تا ۱۹۹۳ همسر تالیا بالسام، بازیگر آمریکایی بود؛ کریستا آلن (بازیگر آمریکایی) و استیسی کیبلر (بازیگر و کشتی‌کچ کار اسبق - تصویر) و الیزابیتا کانالیس (مانکن و بازیگر ایتالیایی) هم از سال ۲۰۰۴ تا ۲۰۱۳ شریک زندگی او بودند. وی هم‌چنین یک رابطه پیوسته-گسسته پنج‌ساله با مدل بریتانیایی لیزا اسنودان داشت. کلونی در آوریل سال ۲۰۱۴ و به‌طور ناگهانی نامزدی خود با آمل علم‌الدین را به‌صورت رسمی اعلام کرد.

### ازدواج دوم
جورج کلونی در سن ۵۳ سالگی با نامزدش آمل علم‌الدین وکیل و فعال حقوق بشر لبنانی تبار و ۳۶ ساله در ونیز ایتالیا ازدواج کرد. آمل علم الدین ظاهراً پیرو فرقه دروز و خود کلونی، مسیحی و از پیروان کلیسای کاتولیک رم است. علم‌الدین زاده بیروت است و پیش از ازدواج با کلونی، ازدواج نکرده بود. او در سه سالگی به دلیل جنگ داخلی در لبنان به همراه خانواده‌اش به بریتانیا مهاجرت کرد. همسر کلونی از جمله در دانشگاه آکسفورد تحصیل کرده و حقوق بین‌الملل و حقوق بشر از زمینه‌های تخصصی فعالیت او هستند. آمل علم‌الدین از سال ۲۰۰۴ در دیوان بین‌المللی دادگستری (لاهه هلند) کار می‌کند و به‌عنوان مشاور در امور لبنان با این نهاد همکاری داشته‌است.

#### آیین ازدواج
آیین ازدواج این دو نفر به‌طور خصوصی برگزار شد. جرج کلونی و آمل علم‌الدین جشن عروسی خود را از روز جمعه (۲۶ سپتامبر ۲۰۱۴) شروع کردند. اخباری که از متن و حاشیه و تدارکات مراسم منتشر شد، تا حدی یادآور عروسی تام کروز و کیتی هولمز است. این دو بازیگر مشهور هالیوود هم در نوامبر ۲۰۰۶ در شهر «برلاچیانو» ایتالیا (نزدیکی رم) مراسم بزرگی برگزار کردند. جرج کلونی پیش از مراسم عروسی سوار بر قایق و با اسکورت پلیس از جزیره «جودکا» در حاشیه ونیز به هتل محل عقد رفت. پاپاراتزی‌ها برای شکار لحظات این سفر کوتاه روی قایق‌ها مستقر شده بودند. گردشگران و مردم محلی هم با تکان دادن دست کلونی را بدرقه می‌کردند. والتر ولترونی، دوست داماد و شهردار پیشین رم، از قرار معلوم نقش سردفتر را بر عهده داشته و خطبه عقد را جاری کرد. برد پیت، آنجلینا جولی، ساندرا بولاک، مت دیمون، بیل ماری، سیندی کرافورد و رابرت دنیرو از جمله مهمانان سرشناس عروسی بودند. این ازدواج روز دوشنبه (۲۹ سپتامبر/ ۶ مهر) به‌طور رسمی در دفتر ازدواج شهرداری ونیز ثبت شد. مراسم از چشم عموم دور نگه داشته شد؛ پیش‌خدمت‌ها و کارمندان هتل هم اجازه نداشتند با موبایل وارد مراسم شوند. مهمان‌ها هم اجازه عکاسی نداشتند و در حال حاضر یک دوقلو دارند.

## فعالیت‌ها
در ۱۸ ژانویه ۲۰۰۸، سازمان ملل متحد جرج کلونی را عنوان یکی از سفیران صلح خود برگزید.
وی تلاش‌های بشردوستانه گوناگونی نیز انجام می‌دهد از جمله کوشش برای چاره‌یابی نزاع دارفور، گردآوری پول برای قربانیان زمین‌لرزهٔ ۲۰۱۰ هائیتی و ساخت فیلم‌های مستند هم‌چون «شن و اندوه» برای افزودن آگاهی در مورد بحران‌های جهانی.
در روز شنبه ۲۳ آوریل ۲۰۱۶، جرج کلونی به همراه همسرش امل علم الدین به ارمنستان سفر کرد تا در مراسم یکصد و یکمین سالگرد نسل‌کشی ارمنی‌ها به دست دولت ترکان عثمانی شرکت نماید. کلونی در بدو ورودش به ارمنستان طی سخنانی نسل‌کشی ارمنی‌ها را بخشی از تاریخ ارمنستان و به تبع آن بخشی از تاریخ دنیا دانست. وی گفت: «این تنها درد یک ملت نیست.»

## فیلم‌شناسی

### سینما
| سال  | نام فبلم                              | سمت                               | نقش                 | یادداشت      |
| ---- | ------------------------------------- | --------------------------------- | ------------------- | ------------ |
| ۲۰۲۴ | گرگ ها                                | بازیگر                            | جک                  |              |
| ۲۰۱۷ | سابربیکن                              | کارگردان/نویسنده/تهیه‌کننده        |                     |              |
| ۲۰۱۶ | هیولای پول                            | بازیگر/تهیه‌کننده                  | لی گیتس             |              |
| ۲۰۱۶ | درود بر سزار!                         | بازیگر                            | برد وایتلوک         |              |
| ۲۰۱۵ | سرزمین فردا                           | بازیگر                            | فرانک واکر          |              |
| ۲۰۱۵ | کریسمس خیلی موری                      | بازیگر                            | خودش                |              |
| ۲۰۱۵ | بحران برند ماست                       | تهیه‌کننده                         |                     |              |
| ۲۰۱۴ | مردان آثار ماندگار                    | بازیگر/کارگردان/نویسنده/تهیه‌کننده | فرانک استوکس        |              |
| ۲۰۱۴ | آنی                                   | بازیگر                            | خودش                |              |
| ۲۰۱۳ | جاذبه                                 | بازیگر                            | متیو کوالسکی        |              |
| ۲۰۱۳ | آگوست: اوسیج کانتی                    | تهیه‌کننده                         |                     |              |
| ۲۰۱۲ | آرگو                                  | تهیه‌کننده                         |                     |              |
| ۲۰۱۱ | فرزندان                               | بازیگر                            | (مت کینگ)           |              |
| ۲۰۱۱ | نیمه ماه مارس                         | بازیگر/کارگردان/نویسنده/تهیه‌کننده | مایک موریس          |              |
| ۲۰۱۰ | آمریکایی                              | بازیگر/تهیه‌کننده                  |                     |              |
| ۲۰۰۹ | بالا در آسمان                         | بازیگر                            | رایان بیرمگنام      |              |
| ۲۰۰۹ | مردانی که به بزها خیره می‌شوند         | بازیگر/تهیه‌کننده                  | لین کسدی            |              |
| ۲۰۰۹ | آقای فاکس شگفت‌انگیز                   | صدا پیشه                          | صدای آقای فاکس      |              |
| ۲۰۰۹ | خبرچین                                | تهیه‌کننده                         |                     |              |
| ۲۰۰۹ | زمین بازی                             | تهیه‌کننده                         |                     |              |
| ۲۰۰۸ | بعد از خواندن بسوزان                  | بازیگر                            | هری فارر            |              |
| ۲۰۰۸ | کلاه چرمی‌ها                           | بازیگر/کارگردان/نویسنده/تهیه‌کننده | جیمی داج کانلی      |              |
| ۲۰۰۷ | مایکل کلایتون                         | بازیگر                            | مایکل کلایتون       |              |
| ۲۰۰۷ | دارفور اکنون                          |                                   | خودش                | فلم مستند    |
| ۲۰۰۷ | سیزده یار اوشن                        | بازیگر                            | دنی اوشن            |              |
| ۲۰۰۷ | ماسه و اندوه                          | تهیه‌کننده اجرایی                  | خودش                | فیلم مستند   |
| ۲۰۰۷ | باد سرد                               | تهیه‌کننده اجرایی                  |                     | فیلم مستند   |
| ۲۰۰۶ | یک پوینده تاریک                       | تهیه‌کننده اجرایی                  |                     |              |
| ۲۰۰۶ | پلوتونیم-۲۳۹                          | تهیه‌کننده اجرایی                  |                     |              |
| ۲۰۰۵ | سیریانا                               | بازیگر/ تهیه‌کننده اجرایی          | باب بارنس           |              |
| ۲۰۰۵ | شب به خیر و موفق باشید.               | بازیگر/کارگردان/نویسنده           | فرد فرندلی          |              |
| ۲۰۰۵ | ژاکت                                  | تهیه‌کننده                         |                     |              |
| ۲۰۰۵ | شایعه شده…                            | تهیه‌کننده                         |                     |              |
| ۲۰۰۴ | دوازده یار اوشن                       | بازیگر                            | دنی اوشن            |              |
| ۲۰۰۴ | مجرم                                  | تهیه‌کننده                         |                     |              |
| ۲۰۰۳ | سنگدلی تحمل‌ناپذیر                     | بازیگر                            | مایلز ماسی          |              |
| ۲۰۰۳ | بچه‌های جاسوس ۳: بازی باخته            | بازیگر                            | دولین               |              |
| ۲۰۰۲ | اعترافات یک ذهن خطرناک                | بازیگر/کارگردان                   | جیم بیرد            |              |
| ۲۰۰۲ | سولاریس                               | بازیگر                            | کریس کلوین          |              |
| ۲۰۰۲ | استارباک هولگر ماینز                  | تهیه‌کننده                         |                     | فیلم مستند   |
| ۲۰۰۲ | به کالینوود خوش آمدی                  | بازیگر/تهیه‌کننده                  | جرزی                |              |
| ۲۰۰۲ | بی خوابی                              | تهیه‌کننده اجرایی                  |                     |              |
| ۲۰۰۲ | دور از بهشت                           | تهیه‌کننده اجرایی                  |                     |              |
| ۲۰۰۱ | یازده یار اوشن                        | بازیگر                            | دنی اوشن            |              |
| ۲۰۰۱ | بچه‌های جاسوس                          | بازیگر/ تهیه‌کننده اجرایی          | دلوین               |              |
| ۲۰۰۱ | ستاره راک                             | تهیه‌کننده اجرایی                  |                     |              |
| ۲۰۰۰ | کاملاً طوفانی                          | بازیگر                            | بیلی تاین           |              |
| ۲۰۰۰ | اوه برادر کجایی                       | بازیگر                            | اولیساورت مک‌گیل     |              |
| ۱۹۹۹ | سه پادشاه                             | بازیگر                            | آرشی گیتز           |              |
| ۱۹۹۹ | کتابی که خودش نوشت                    | بازیگر                            | خودش                |              |
| ۱۹۹۹ | ساوت پارک: گنده‌تر، درازتر و کوتاه‌نشده | صدا پیشه                          | دکتر کواچ           |              |
| ۱۹۹۸ | خط سرخ باریک                          | بازیگر                            | چارلز بوش           |              |
| ۱۹۹۸ | خارج از دید                           | بازیگر                            | جک فولی             |              |
| ۱۹۹۸ | انتظار برای وودی                      | بازیگر                            | خودش                | فیلم کوتاه   |
| ۱۹۹۷ | مصلح                                  | بازیگر                            | توماس دوو           |              |
| ۱۹۹۷ | بتمن و رابین                          | بازیگر                            | بتمن/بروس وین       |              |
| ۱۹۹۶ | یک روز خوب                            | بازیگر                            | جک تیلور            |              |
| ۱۹۹۶ | از گرگ و میش تا سحر                   | بازیگر                            | ست جکو              |              |
| ۱۹۹۳ | خرمن                                  | بازیگر                            |                     |              |
| ۱۹۹۲ | عصر ناگسستنی                          | بازیگر                            | مک                  | فیلم ویدئویی |
| ۱۹۸۸ | بازگشت قاتل گوجه‌ای                    | بازیگر                            | مت استیونس          |              |
| ۱۹۸۷ | بازگشت به وحشت بالا                   | بازیگر                            | الیور               |              |
| ۱۹۸۷ | گریزلی ۲: درنده                       | بازیگر                            | بدون نام            |              |
| ۱۹۸۶ | آکادمی مبارزه                         | بازیگر                            | سرگرد بزرگ بیف وودز |              |
| ۱۹۸۳ | گریزلی۲: درنده                        | بازیگر                            | رون                 |              |

### تلویزیون
| سال                 | نام فبلم                                            | نقش                  | یادداشت                                                  |
| ------------------- | --------------------------------------------------- | -------------------- | -------------------------------------------------------- |
| ۱۹۸۴–۸۵             | ای/آر                                               | مارک اس کلمار        | ۸ قسمت                                                   |
| ۱۹۸۴                | ریپتاید                                             | لنی کول ول           | قسمت: "دختران کجا هستند"                                 |
| ۱۹۸۵                | خیابان شاهین                                        | کوین استارک          | قسمت: "خود دوم"                                          |
| ۱۹۸۵                | دیوانه همانند روباه                                 | اسکیپ                | قسمت: "مناسب برای قاب بندی"                              |
| ۱۹۸۵–۸۷             | واقعیت‌های زندگی                                     | جورج برنت            | ۱۷ قسمت                                                  |
| ۱۹۸۶                | هتل                                                 | نیک میلر             | قسمت: "مجرمانه"                                          |
| ۱۹۸۶                | تروب                                                | رولو مولدونالدو      | قسمت: "بانوی من عاشق من"                                 |
| ۱۹۸۶                | آکادمی رزمی                                         | سرگرد ارشد بیف وودز  | فیلم تلویزیونی؛ به عنوان "" مبارزه با بالا "شناخته می‌شود |
| ۱۹۸۷                | شکارچی                                              | متیو وینفیلد         | قسمت: "قرار گرفتن در معرض مضاعف"                         |
| ۱۹۸۷                | قتل، او نوشت                                        | کیپ هوارد            | قسمت: "قاتل خنده دار نیست"                               |
| ۱۹۸۷                | دختران زرین                                         | دیت بابی هاپکینز     | قسمت: "برای گرفتن همسایه"                                |
| ۱۹۸۸–۹۱             | رزان                                                | بوکر بروکس           | ۱۱ قسمت                                                  |
| ۱۹۹۱                | بحث کودک                                            | جو                   | ۵ قسمت                                                   |
| ۱۹۹۲                | مکان جک                                             | ریک لوگان            | قسمت "همه چیز دوباره دوباره جدید است"                    |
| ۱۹۹۲–۹۳             | بدنهای اثبات                                        | دیت رایان واکر       | ۱۶ قسمت                                                  |
| ۱۹۹۳                | ساختمان                                             | نامزد بانی           | قسمت: "خلبان"                                            |
| ۱۹۹۳                | بدون هشدار: ترور در برجها                           | کوین شی              | فیلم تلویزیونی                                           |
| ۱۹۹۳–۹۴             | خواهران                                             | دیت جیمز فالکنر      | ۱۹ قسمت                                                  |
| ۱۹۹۴–۹۹، ۲۰۰۰، ۲۰۰۹ | بخش فوریت‌های پزشکی                                  | دکتر داگ راس         | ۱۰۹ قسمت                                                 |
| ۱۹۹۵                | دوستان                                              | دکتر مایکل میچل      | قسمت: "یکی با دو قسمت: قسمت دوم"                         |
| ۱۹۹۷                | پارک جنوبی                                          | صداپیشه اسپارکی (سگ) | قسمت "قایق‌سواری گی بزرگ آل گی بزرگ"                      |
| ۱۹۹۸                | مورفی براون                                         | دکتر شماره ۲         | قسمت: "هرگز نمی‌توان خداحافظ: قسمت ۲                      |
| ۱۹۹۹                | کیلروی                                              |                      | نویسنده و تهیه‌کننده                                      |
| ۲۰۰۰                | ناامنی                                              | سرهنگ جک گریدی       | بازیگر/تهیه‌کننده اجرایی                                  |
| ۲۰۰۳                | خیابان کی                                           |                      | تهیه‌کننده اجرایی ۱۰ قسمت                                 |
| ۲۰۰۵                | نوشته نشده                                          |                      | تهیه‌کننده اجرایی ۱۰ قسمت/ کارگردانی ۵ قسمت               |
| ۲۰۱۰                | امید به هائیتی اکنون                                | خودش                 | همچنین خالق، توسعه دهنده، تهیه‌کننده و هم میزبان          |
| ۲۰۱۴                | متن سانتا ۴                                         |                      |                                                          |
| ۲۰۱۸                | مهمان بعدی من نیاز به مقدمه ای با دیوید لترمن ندارد | خودش                 | قسمت: "تو خبرنامه باش، من لیز تیلور خواهم شد             |
| ۲۰۱۹                | تبصره ۲۲                                            | شایسکوف              | مینی سریال / بازیگر / کارگردان                           |
| ۲۰۱۹                | تبدیل شدن به یک خدا در فلوریدا مرکزی                |                      | تهیه‌کننده اجرایی                                         |

## جوایز
کلونی به دفعات نامزد و برنده جایزه‌های اسکار، اِمی، گلدن گلوب، بفتا و … شده‌است. موارد زیر شرح تعدادی حضور او در چند جایزه معدود سینمایی است.
- ۲۰۱۱ -نامزد اسکار بازیگر نقش اول مرد برای فیلم فرزندان
- ۲۰۱۱ -نامزد اسکار فیلم‌نامه اقتباسی برای فیلم نیمه ماه مارس
- ۲۰۰۷ -نامزد اسکار بازیگر نقش اول مرد برای فیلم مایکل کلیتون
- ۲۰۰۶ -برنده اسکار بازیگر نقش دوم مرد برای فیلم سیریانا
- ۲۰۰۶ -نامزد اسکار کارگردانی برای فیلم شب بخیر و موفق باشید
- ۲۰۰۶ -نامزد اسکار فیلم‌نامه غیر اقتباسی برای فیلم شب بخیر و موفق باشید به همراه گرانت هسلوف
- ۲۰۰۵ -نامزد شیر طلایی جشنواره ونیز برای فیلم شب بخیر و موفق باشید
- ۲۰۰۳ -نامزد خرس طلایی جشنواره برلین برای فیلم اعترافات یک ذهن خطرناک
- ۲۰۰۵- کاندیدای بفتای بهترین بازیگر مکمل مرد برای فیلم شب به خیر و موفق باشید.
- ۲۰۰۵- کاندیدای بفتای بهترین بازیگر مکمل مرد برای فیلم سیریانا
- ۲۰۰۵- کاندیدای بفتای بهترین کارگردانی شب به خیر و موفق باشید.
- ۲۰۰۵- کاندیدای بفتای بهترین فیلم‌نامه شب به خیر و موفق باشید.